# جويل بي. غرين
جويل بي. غرين (بالإنجليزية: Joel B. Green)‏ هو عالم عقيدة بريطاني، ولد في 7 مايو 1956.